# Provincie Barletta-Andria-Trani
Barletta-Andria-Trani (Provincia di Barletta-Andria-Trani) je italskou provincií v oblasti Apulie, ustanovená zákonem z června 2004. Fungovat začala zvolením místních zastupitelů v roce 2009. Vznikla odtržením 7 obcí z provincie Bari a 3 obcí z provincie Foggia. Provincie nemá klasické hlavní město, ale funkce hlavního města jsou rozděleny mezi tři města.

## Okolní provincie
| Růžice kompasu | Foggia                          |  |      | Růžice kompasu |
| Růžice kompasu | Sever                           |  |      | Růžice kompasu |
| Růžice kompasu | Provincie Barletta-Andria-Trani |  |      | Růžice kompasu |
| Růžice kompasu | Jih                             |  |      | Růžice kompasu |
| Růžice kompasu | Potenza                         |  | Bari | Růžice kompasu |